# スミュルナのテオン
スミュルナのテオン（古希: Θέων ὁ Σμυρναῖος, ラテン文字転写: Theon ho Smyrnaîos、70年頃 - 135年頃）は、古代ギリシアの哲学者、数学者、天文学者である。彼の著作は、プラトン哲学の数学的側面を理解するための貴重な資料として知られている。

## 生涯
スミュルナのテオンの生涯については、その詳細はほとんど知られていない。生没年も正確なものではなく、70年頃に生まれ、135年頃に没したと推測されている。彼の出身地は、その名が示す通り小アジアの都市スミュルナ（現在のトルコ共和国イズミル）であると考えられている。活動の拠点については不明な点が多いが、現存する著作から、プラトン哲学の研究に深く傾倒していたことが伺える。

## 業績
スミュルナのテオンの主な業績は、現存する唯一の著作である『プラトンを読むのに役立つ数学について』（古希: Τὰ κατὰ μαθηματικὴν χρησίμην εἰς τὴν Πλάτωνος ἀνάγνωσιν, ラテン文字転写: Ta kata mathematikên chrêsimên eis tên Platônos anagnôsin）に集約されている。この著作は、プラトンの著作を理解するために必要な数学的知識を解説することを目的としている。
この書は大きく2つの部分に分けられる。第一部は「数について」と題され、ピタゴラス学派の数論に基づいた様々な数の分類（奇数、偶数、完全数、友愛数など）や、比率、平均について論じている。彼は、数が宇宙の秩序を理解するための基礎であるというプラトン的な思想を強調している。
第二部は「音楽と天文学について」と題され、調和論としての音楽理論と、宇宙の構造としての天文学について解説している。彼は、天体の運行が数学的な比率によって支配されていると考え、音楽の調和と天文学的な現象の間に共通の原理を見出そうとした。特に、惑星の軌道を解説する際には、当時の天動説に基づき、円運動とエピサイクルの組み合わせを用いて記述している。
彼の著作は、数学史においてはユークリッドやディオファントスのような偉大な数学者の業績には及ばないものの、プラトン主義における数学の位置づけを理解する上で極めて重要である。また、後世のネオプラトニズムの思想家たちにも影響を与えたと考えられている。

## 思想的背景
スミュルナのテオンの思想は、明らかにプラトン哲学とピタゴラス学派の強い影響下にあった。彼は、プラトンが『ティマイオス』などで述べた宇宙論や魂の調和の概念を、数学的な側面から詳細に解説しようと試みた。彼にとって数学は、単なる計算の技術ではなく、宇宙の深遠な真理と秩序を解明するための手段であった。この点において、彼は数学を形而上学的な探求と結びつける古代ギリシアの伝統的な考え方を継承している。

## 後世への影響
スミュルナのテオンの著作は、古代末期から中世にかけて、特にプラトン主義の伝統の中で学ばれ続けた。彼の著作は、プラトンの哲学を学ぶ者にとって、数学的基礎を理解するための入門書としての役割を果たした。アレクサンドリアのパップスやプロクロスといった後の数学者や哲学者たちにも参照された可能性が指摘されている。しかし、彼の著作が広く流布したわけではなく、彼の名前自体は、より有名な哲学者や数学者に比べて後世に長く記憶されることは少なかった。現代においては、古代ギリシアの数学教育やプラトン主義の研究において、彼の著作は貴重な史料として再評価されている。